# Bartłomiej Keckermann

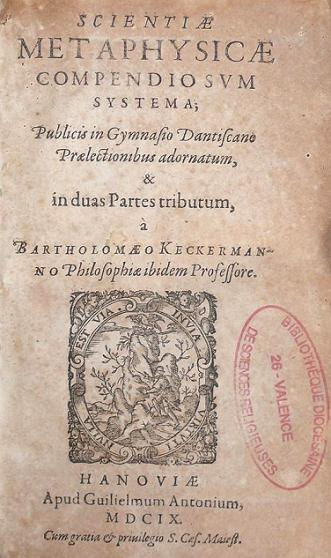
Strona tytułowa pracy Scientiae Metaphysicae compendiosum systema, Hanoviae, Apud Guilielmum Antonium, 1609

Bartłomiej Keckermann (ur. 1572, zm. 1609 w Gdańsku) – filozof, historyk, teolog kalwiński i pedagog.

## Życiorys
Student uczelni w Wittenberdze, Heidelbergu i Lipsku.
W latach 1602–1609 był profesorem filozofii Gimnazjum Akademickiego w Gdańsku. Zajmował się historią logiki i teorią historii.
Jest autorem licznych rozpraw i traktatów naukowych. Szczególnie znane są wydane drukiem: wykłady z metafizyki oraz pierwsze w Polsce kompendium wiedzy o żegludze i nawigacji "Brevis commentatio nautica".
Pochowany w kościele Św. Trójcy w Gdańsku. Jest patronem tramwaju Pesa Swing 120NaG SWING Gdańskich Autobusów i Tramwajów o numerze bocznym 1037.

## Publikacje
- Systema disciplinae politicae publicis praelectionibus anno MDCVI propositum in Gymnasio Dantiscano, Hanoviae 1608
- De natura et proprietatibus historiae commentarius privatim in Gymnasio Dantiscano propositus ..., Hanoviae 1610
- Disputationes publicae speciales et extraordinariae quatvor, quarum: I De Principatu sive Monarchia Persarum. II. De sexaginta Rebuspublicis Priscis. III De Republ. Atheniensi. IV De Republ. Spartana, habitae in Gymnasio Dantiscano ad methodum accuratam, quae ostensa est in Politicis, Hanoviae 1610
- Systema systematum clarissimi viri Dn. Bartholomaei Keckermanni omnia huius autoris philosophica uno volumine comprehensa lectori exhibens, idque duobus tomis, quorum prior disciplinas instrumentales sive propedeuticas una cum tractatibus ad eos pertinentibus complectitur, posterior ipsam paediam philosophicam sive scientias et prudentias ... continet una cum adiunctis disputationibus et commentationibus, quibus una vel altera systematis alicuius pars et materia ab auctore fuit illustrata, Hanoviae 1613
- Dispositiones orationum, sive collegium oratorium de rebus variis et cognitione dignis, annis abhinc aliquot exercitii caussa, tum publice, tum privatim propositum in Gymnasio Dantiscano a clarissimo viro..., Hanoviae 1615